# Râul Brațul Șoimului
Râul Brațul Șoimului este un curs de apă, afluent al râului Șoimu.